# Principe de Sagan

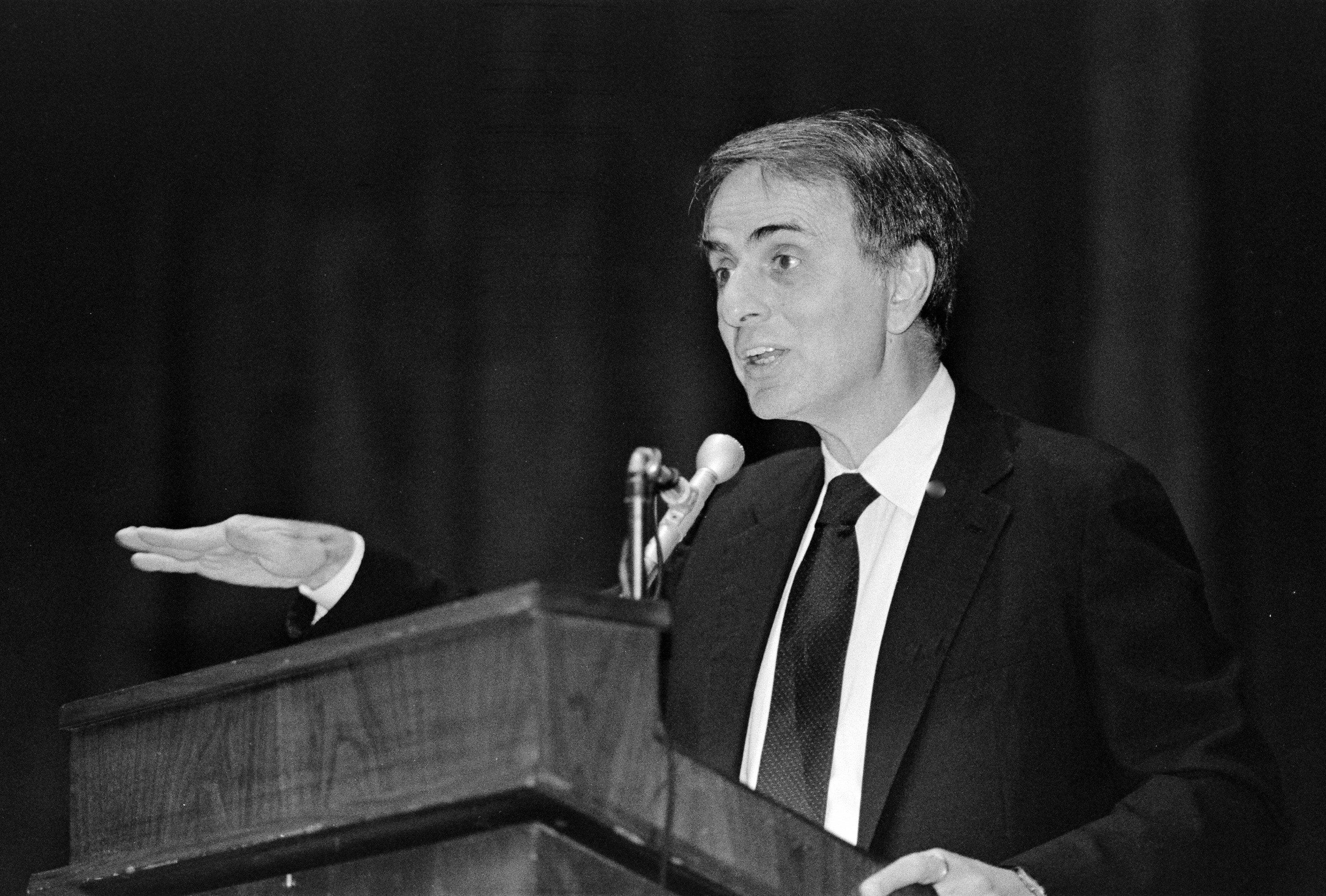
Carl Sagan en 1987

Le principe de Sagan (Sagan standard) est un néologisme abrégeant l'aphorisme « des affirmations extraordinaires nécessitent des preuves extraordinaires ». Il est nommé d'après Carl Sagan, qui a utilisé l'expression exacte dans son émission de télévision Cosmos (1980). L'aphorisme met en évidence un principe fondamental de la méthode scientifique et du scepticisme et peut être utilisé pour déterminer la validité d'une allégation.
Des formulations similaires de celui-ci ont été faites avant Sagan par des personnalités telles Théodore Flournoy (1899), Pierre-Simon Laplace (1814) et Thomas Jefferson (1808).

## Applications
Selon Patrizio Tressauldi (2011), le principe de Sagan « est au cœur de la méthode scientifique, et est partout un modèle pour la pensée critique, rationnelle et le scepticisme »,.
Ce principe de Sagan est lié au rasoir d'Occam. En effet, selon une telle heuristique, des explications plus simples sont préférées à des explications plus compliquées. Ce n'est que dans les situations où il existe des preuves extraordinaires qu'une revendication extraordinaire serait l'explication la plus simple. Il est également lié au rasoir de Hitchens, illustré par la locution latine « Quod gratis asseritur, gratis negatur » (« ce qui est affirmé sans preuve peut être nié sans preuve »).
Une forme systématique de ceci apparaît dans les tests d'hypothèse où l'hypothèse selon laquelle il n'y a aucune preuve du phénomène proposé, ce que l'on appelle « l'hypothèse nulle », est préférée. L'argument formel consiste à attribuer une priorité bayésienne (en) à l'hypothèse nulle. La façon de peser de tels a priori nécessite un examen attentif, et c'est généralement à ce stade que se produisent les disputes entre ceux qui font des déclarations extraordinaires et leurs opposants[réf. nécessaire].
Il n'y a pas de paramètres absolus quant à ce qui constitue des « affirmations extraordinaires », ce qui soulève la question de savoir si le principe est subjectif. De plus, ce problème est moins apparent en médecine clinique et en psychologie, où les preuves peuvent être obtenues par des statistiques.

## Histoire
L'aphorisme a été rendu populaire par l'astronome Carl Sagan qui l'a utilisé en 1980 dans l'émission de télévision Cosmos en faisant référence à des allégations concernant des extraterrestres visitant la Terre.
Avant cette mise en lumière par Sagan, deux articles de 1978, un dans US News & World Report et un autre de Koneru Ramakrishna Rao dans le Journal of Parapsychology, accordent l'aphorisme au physicien Philip Abelson, alors rédacteur en chef de Science . La phrase est également utilisée par le sociologue Marcello Truzzi dans De l'extraordinaire: une tentative de clarification (1978).
D'autres prédécesseurs ont avancé des idées très similaires. Ainsi, en 1899, Théodore Flournoy affirme que « le poids de la preuve d'une prétention extraordinaire doit être proportionné à son étrangeté », attribuant l'idée à Laplace, qui écrit, en 1814, que « nous devons examiner [les phénomènes apparemment inexplicables] avec une attention d'autant plus scrupuleuse qu'il paraît plus difficile de les admettre ». Cette dernière citation pourrait elle-même être dérivée d'un postulat de David Hume : « Un homme intelligent modère par conséquent ses croyances selon les preuves. ». En 1808, Thomas Jefferson disait aussi : « Mille phénomènes se présentent chaque jour que nous ne pouvons expliquer, mais où des faits sont suggérés, sans analogie avec les lois de la nature que nous connaissons encore, leur vérité a besoin de preuves proportionnées à leur difficulté. »

## Dans la culture populaire
En 2004, le cycliste Lance Armstrong utilise l'expression « Des allégations extraordinaires nécessitent des preuves extraordinaires » pour discréditer les allégations de dopage soulignées par le journaliste David Walsh,,.